# Iris sibirica
Espèce
Classification phylogénétique
L'Iris de Sibérie (Iris sibirica) est une espèce de plantes herbacées appartenant au genre Iris et à la famille des Iridacées.
Il est présent en Europe centrale, orientale, en Asie du Nord ainsi que dans le Caucase comme en Arménie aux alentours du lac Arpi.
En France, c'est une plante rare et protégée, qu'on rencontre en Alsace, et çà et là ailleurs notamment dans le Jura et en Charente-Maritime. Son nom russe est Ирис сибирский.

## Description
Il s'agit d'un iris rhizomateux.
Cette espèce compte 28 chromosomes.

## Position taxinomique
Cette espèce a été déplacée plusieurs fois dans d'autres genres :
- Limnirion sibiricum (L.) Opiz - en 1852
- Xiphion sibiricum (L.) Schrank - en 1824
- Xyridion sibiricum (L.) Klatt - en 1872

Actuellement, elle est classée dans le sous-genre Limniris section Limniris.
Elle compte de nombreuses variétés, sous-espèces et formes, ainsi que leurs synonymes :
- Iris sibirica fo. albiflora Makino (1904)
- Iris sibirica var. flexuosa (Murray) Baker (1882) - synonyme : Iris flexuosa Murray
- Iris sibirica var. haematophylla (Fisch. ex Link) Turcz. (1838) - Iris haematophylla Fisch. ex Link
- Iris sibirica var. orientalis Baker (1877) : voir Iris sanguinea Donn ex Hornem.
- Iris sibirica var. sanguinea (Donn ex Hornem.) Ker Gawl. (1813) : voir Iris sanguinea Donn ex Hornem.
- Iris sibirica fo. stellata Makino (1911)
- Iris sibirica subsp. triflora (Balb.) Nyman (1882) : voir Iris lactea Pall. - synonyme : Iris triflora Balb.
- Iris sibirica var. trigonocarpa Baker (1892)

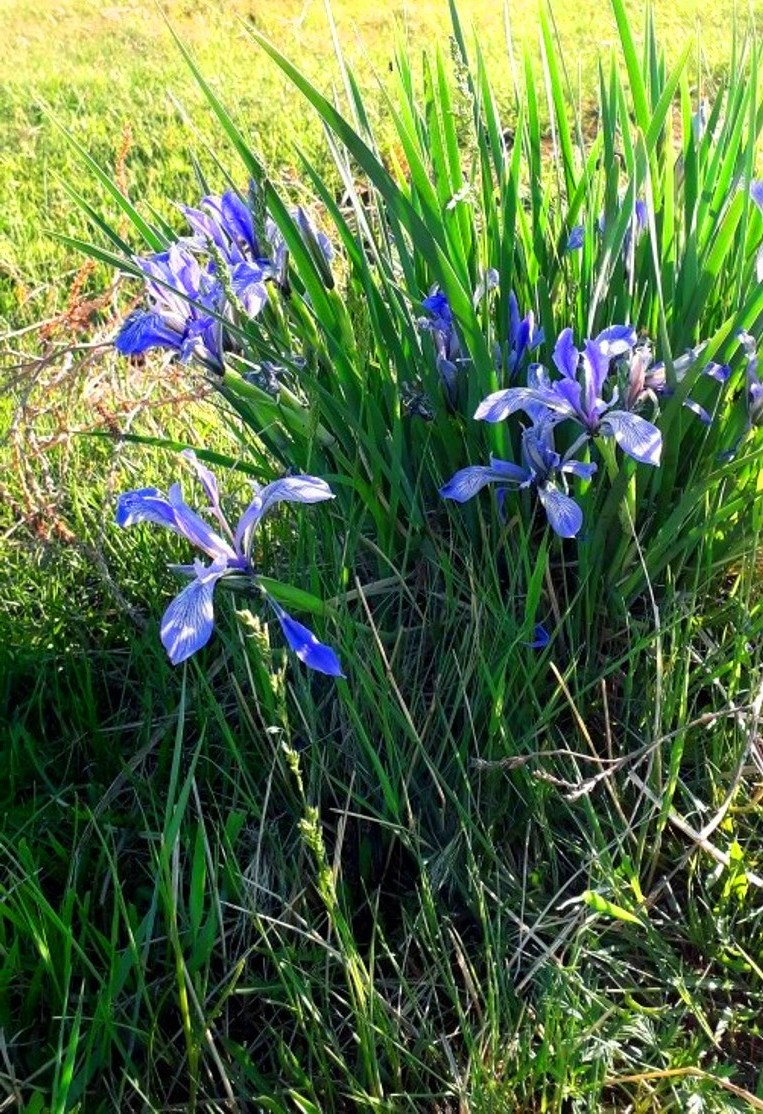
Iris sibirica en Sibérie orientale.
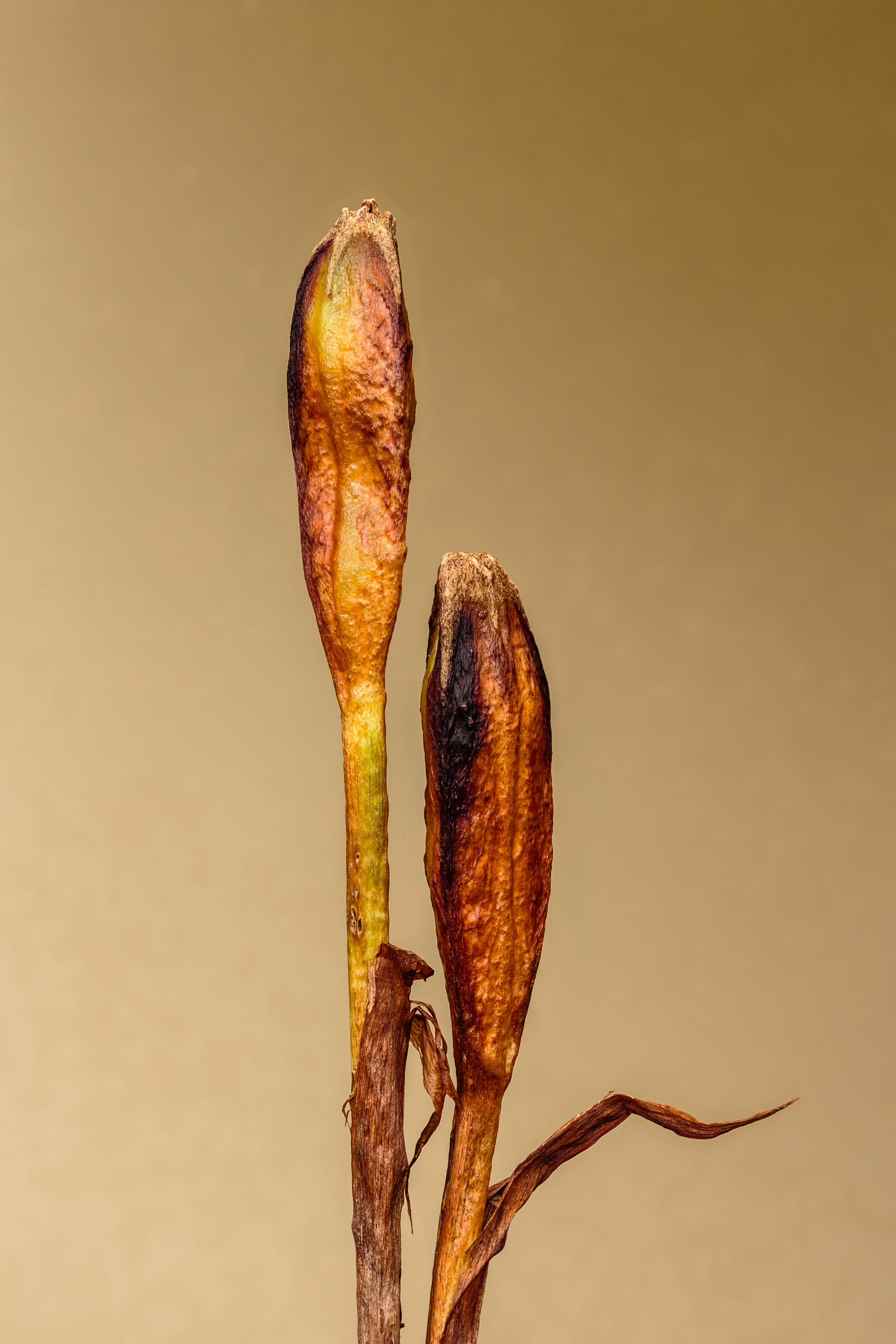
Poches de graines d'Iris sibirica.
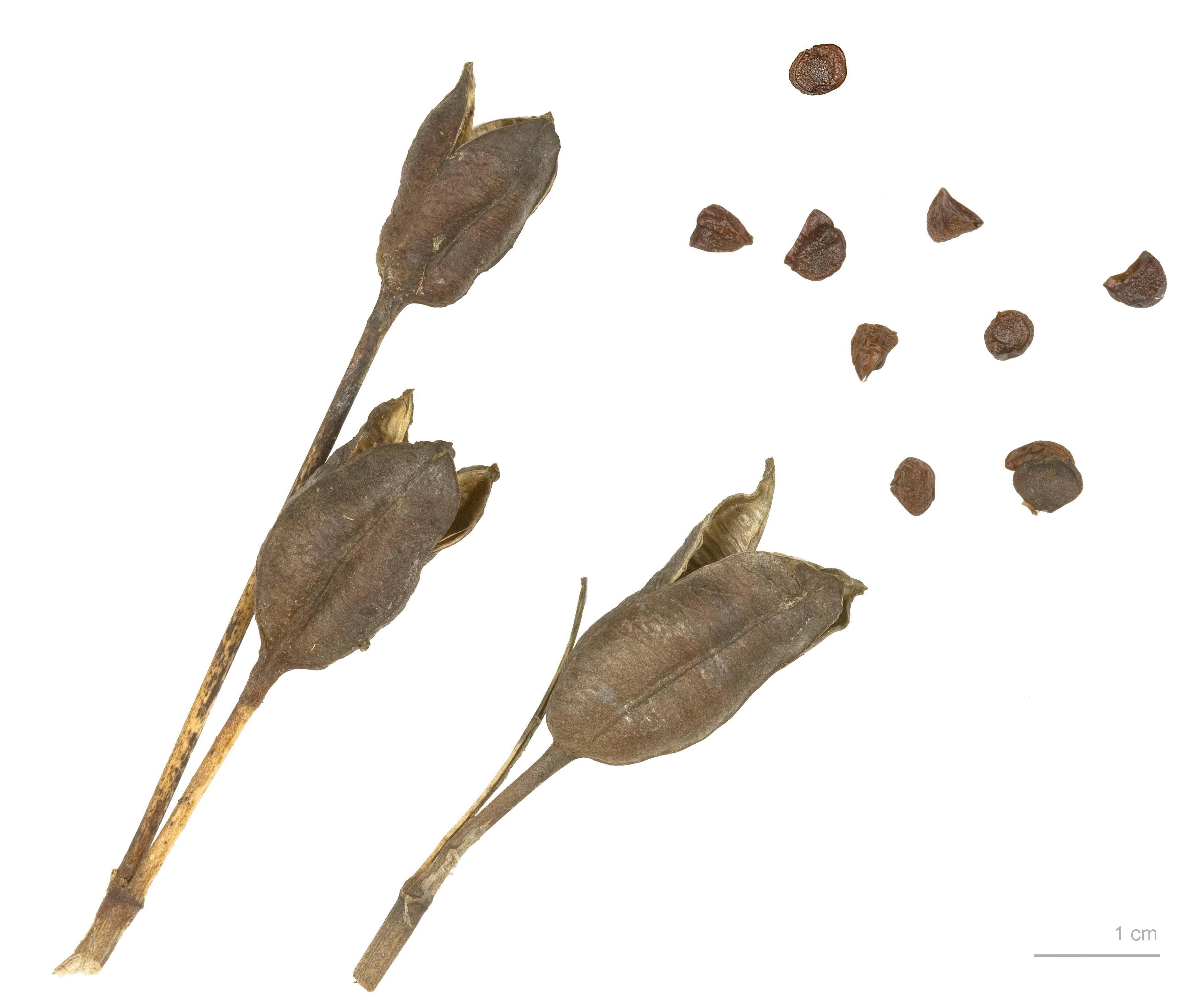
Iris sibirica - Muséum de Toulouse.
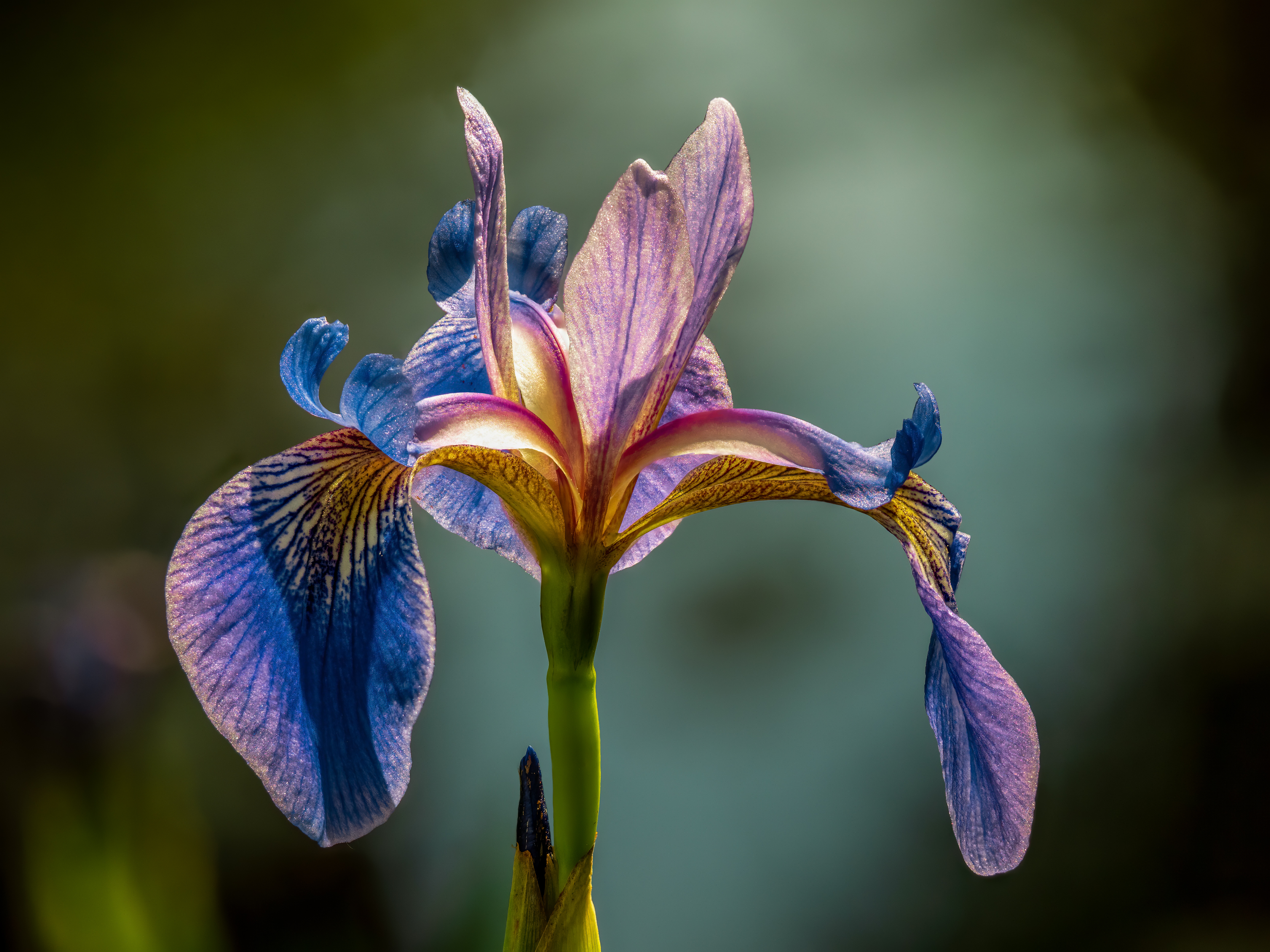
Iris sibirica dans un jardin à Bamberg, Allemagne.